# Epsilon Herculis
Epsilon Herculis (Cujam, Cajam, Caiam, Kajam, 58 Herculis) é uma estrela na direção da constelação de Hercules. Possui uma ascensão reta de 17h 00m 17.41s e uma declinação de +30° 55′ 34.8″. Sua magnitude aparente é igual a 3.92. Considerando sua distância de 163 anos-luz em relação à Terra, sua magnitude absoluta é igual a 0.43. Pertence à classe espectral A0V.